# Pasiecznik (góra)
Pasiecznik (niem. Brenberg, Biemberg, Böhmberg, Bienenberg, inna nazwa: Pasieka), wzniesienie 893 m n.p.m. w południowo-zachodniej Polsce, w Sudetach Wschodnich, w Masywie Śnieżnika - w Krowiarkach.

## Położenie
Wzniesienie położone w Sudetach Wschodnich, w północno-zachodniej części Masywu Śnieżnika, w południowo-wschodniej części Krowiarek, około 6 km na południowy zachód od miejscowości Stronie Śląskie, po północno-wschodniej stronie Przełęczy Puchaczówka, między przełęczą a szczytem Wilczyńca na północy. Jest to pierwsze wzniesienie w grzbiecie Krowiarek, odchodzącym od Przełęczy Puchaczówka ku północnemu wschodowi.
Jedno z większych wzniesień Krowiarek, w kształcie rozległego kopca, o dość stromych zboczach z charakterystyczną niezalesioną częścią szczytową. Wzniesienie o zróżnicowanej budowie geologicznej, zbudowane ze skał metamorficznych serii strońskiej, należącej do metamorfiku Lądka i Śnieżnika: łupków łyszczykowych z wkładkami wapieni krystalicznych (marmurów kalcytowych i dolomitowych. Szczyt wzniesienia oraz część południowo-zachodniego zbocza, zajmuje obszerna górska łąka o charakterze hali, pozostałe zbocza wzniesienia w całości porasta las mieszany regla dolnego. Południowo-wschodnia część wzniesienia, poniżej granicy szczytu, położona jest na obszarze Śnieżnickiego Parku Krajobrazowego. U południowo-wschodniego podnóża góry położona jest miejscowość Sienna.

## Turystyka
Przez szczyt prowadzą szlaki turystyczne:
- zielony - fragment szlaku prowadzący ze Stronia Śl. na Przełęcz Puchaczówka i dalej.
- czerwony - fragment szlaku prowadzący ze Złotego Stoku przez Przełęcz Puchaczówka na Śnieżnik i dalej.